# Steyr Mannlicher
La Steyr Mannlicher GmbH è un'azienda austriaca di armi da fuoco.

## Storia
Convenzionalmente la storia dell'azienda viene fatta risalire alla fondazione della Josef und Franz Werndl & Comp., Waffenfabrik und Sägemühle avvenuta nel 1864; la stessa azienda cambiò nome nel 1869 divenendo Österreichische Waffenfabriks-Gesellschaft. Nel 1934 entrò a far parte del conglomerato Steyr-Daimler-Puch e da quest'ultimo venne scissa nella società autonoma Steyr Mannlicher nel 1989.
L'ingegnere Ferdinand Mannlicher ebbe un ruolo decisivo nel successo della Osterreichischen Waffenfabriks-Gesellschaft, creando una serie di armi a ripetizione che da lui presero il nome di sistema Mannlicher.
Con la prima guerra mondiale l'azienda aumentò la propria capacità produttiva di armi da fuoco corte, diventando la maggiore produttrice al mondo. Nel 1914 si producevano 4.000 pezzi al giorno. Dopo la guerra la produzione di armi fu in società con la svizzera Patronenfabrik Solothurn AG.
Dopo l'annessione dell'Austria del 1938 l'azienda fu inserita nella Reichswerke Hermann Göring ove produsse per la Wehrmacht e la Waffen-SS. Vennero impiegati 30.000 prigionieri del campo di concentramento di Steyr-Münichholz (sottocampo del KZ Mauthausen). Nel dopoguerra la produzione di armi fu sospesa. Con il permesso dell'alto commissario degli USA, dal 1950 iniziò la produzione di armi da caccia. Con la fondazione del Österreichisches Bundesheer nel 1955, iniziò di nuovo la produzione di armi da difesa.
Mannlicher è nota per le sue armi da caccia Mannlicher-Schönauer, le armi da guerra come l'M95 e le attuali Steyr AUG, Steyr Elite, Steyr M-A1 e Steyr S-A1.
L'esportazione di 800 fucili di precisione tipo Steyr HS-50 in Iran fu criticata dagli USA, dato l'embargo; nel 2007 ne vennero trovati 100 esemplari in Iraq, ma l'azienda sostenne che fossero dei falsi.

## Sistema Mannlicher

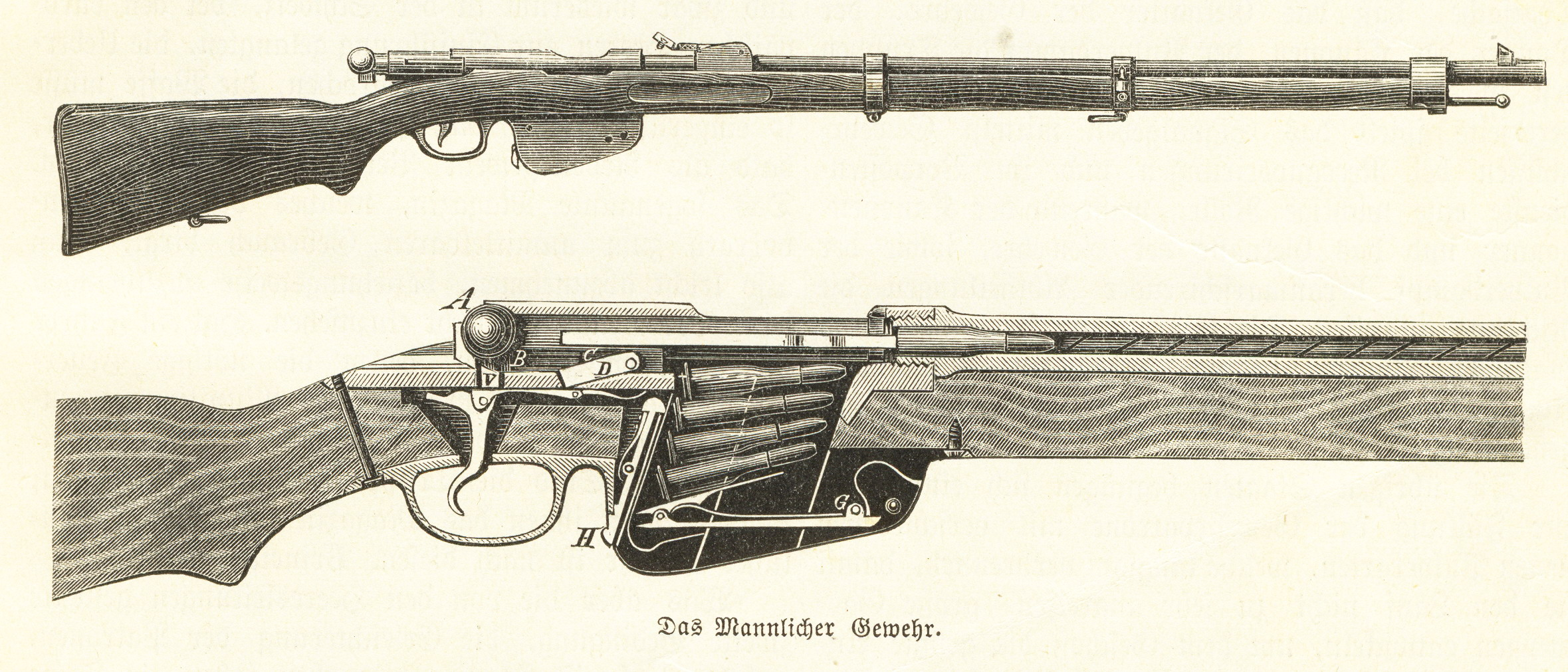
Fucile Mannlicher M1886 a caricamento multiplo

Il sistema Mannlicher è un sistema di otturatori d'arma con caricatore in lamiera. I primi modelli furono il KuK d'ordinanza M1885 e l'M1886 in calibro 11 mm. Con i modelli M1888 e M1888/90 il calibro venne ridotto a 8 mm, con cartucce a polvere infume. Il Mannlicher Modell 1895 venne migliorato con cartucce con polvere infume (8 x 56 mm R). Ferdinand Mannlicher fu l'inventore di tale sistema, in concorrenza con il Mauser Gewehr 98.

## Prodotti
- Steyr ACR	(Austria - fucile da combattimento - 5,56 x 45 mm Fléchette: Fucile da combattimento avanzato)
- Steyr IWS 2000  (Austria)
- Steyr AUG	(Austria - fucile da combattimento - 5,56 mm NATO)
  - Steyr AUG 9 mm	(Austria - fucile da combattimento - 9 x 19 mm)
  - Steyr AUG HBAR (Austria - LMG - 5,56 mm NATO)
  - F-88 (Australia - fucile da combattimento - 5,56 mm NATO: Prodotto su licenza)
  - STEYR AUG Z	(Austria - semiautomatico - 5,56 mm NATO)
- Steyr Tactical Elite (Austria - fucile di precisione - .308)
- Steyr Tactical Elite 08 (Austria - fucile di precisione - .308)
- Steyr GB (Austria - pistola - 9 x 19 mm Parabellum)
- Steyr HS .50 (Austria - fucile di precisione - .50)
- Steyr HS .460 (Austria - fucile di precisione - .460 Steyr)
- Steyr L-A1 (Austria - pistola 9 x 19 mm Parabellum)
- Steyr MPi 69 (Austria - MP - 9 x 19 mm Parabellum)
- Steyr M-A1	(Austria - pistola - 9 x 19 mm)
- Steyr Scout (Austria - fucile di precisione - .308)
- Steyr SPP	(Austria - pistola - 9 x 19 mm Parabellum)
- Steyr S-A1	(Austria - pistola - 9 x 19 mm)
- Steyr SSG 04 (Austria - fucile di precisione - .308)
- Steyr SSG 08 (Austria - fucile di precisione - .308)
- Steyr SSG 69 (Austria - Sniper Rifle)
- Steyr SSG PI (Austria - fucile a ripetizione)
- Steyr SSG PII (Austria - fucile a ripetizione)
- Steyr SSG PIIK (Austria - fucile a ripetizione)
- Steyr SSG PIV (Austria - fucile a ripetizione)
- Steyr TMP	(Austria - MP - 9 x 19 mm Parabellum)
- Steyr-Mannlicher Big Bore	(Austria - fucile a ripetizione)
- Steyr-Mannlicher Classic	(Austria - fucile a ripetizione)
- Steyr-Mannlicher Classic Light (Austria - fucile a ripetizione)
- Steyr-Mannlicher M1894 (Austria - pistola)
- Mannlicher Modell 1895 (Austria - fucile a ripetizione - 8x56R)
- Steyr-Mannlicher M1901 (Austria - pistola)
- Steyr-Mannlicher Ultra Light (Austria - fucile a ripetizione)
- Steyr-Mannlicher Scout
- Steyr-Mannlicher Precision Rifle SR100 (Austria - fucile a ripetizione)
- Steyr-Mannlicher Pro Hunter  (Austria - fucile a ripetizione)
- Steyr-Mannlicher Pro Varmint (Austria - fucile a ripetizione)
- Steyr-Pieper Modello 1909 (Austria - pistola semiautomatica)